# Особняк Дубинина

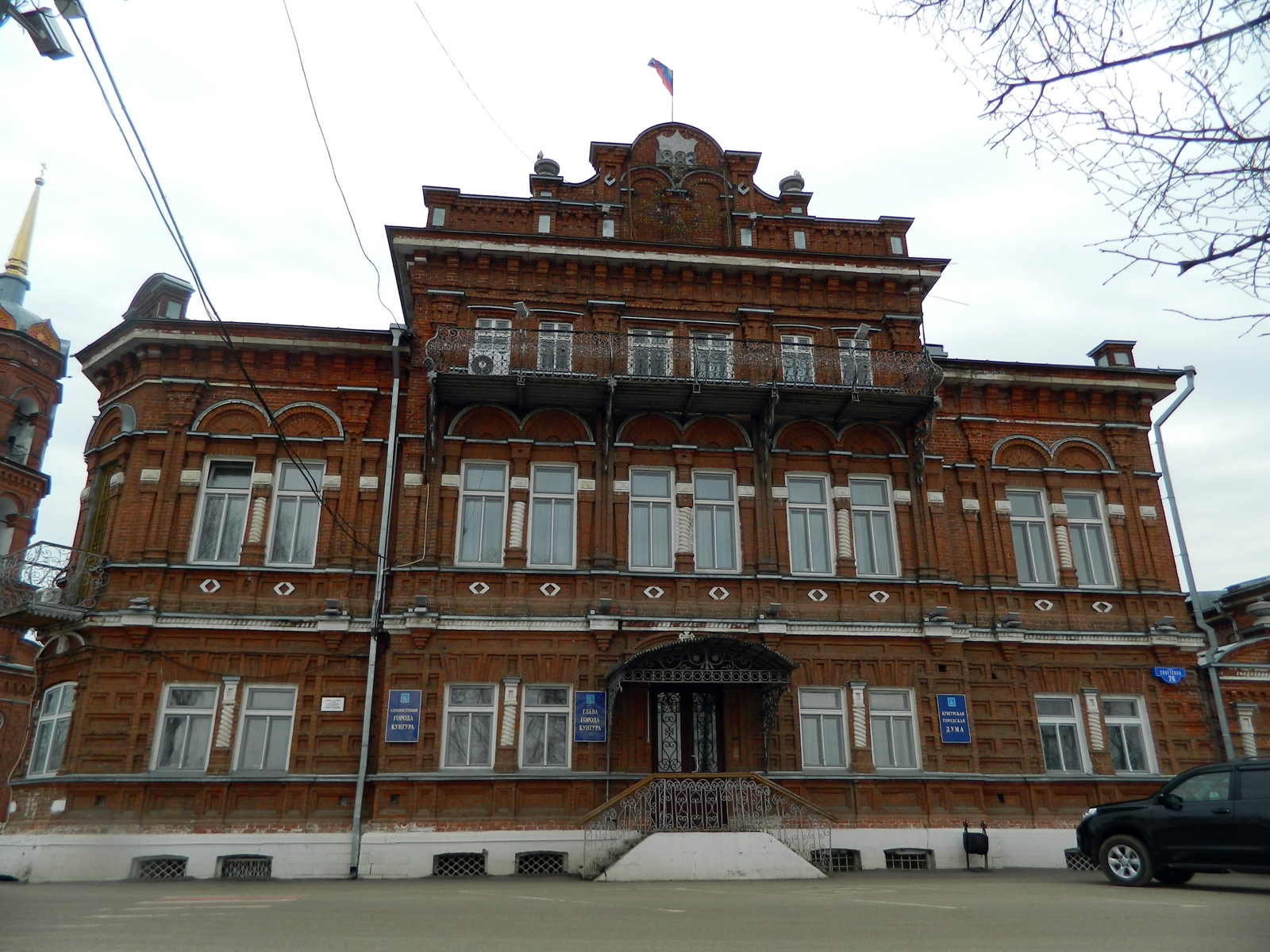
Особняк Дубинина, вид с фасада

Особняк купца Е. Я. Дубинина в Кунгуре находится на Советской улице. Является памятником архитектуры и градостроительства областного значения
.

## История
Усадьба кунгурского купца Ефима Яковлевича Дубинина представляет собой комплекс зданий, который был построен в 1878—1883 гг. в стиле кирпичной эклектики рядом с Тихвинской церковью, с которой образует общий ансамбль. Двухэтажный особняк с мезонином был возведён из красного кирпича с декоративными украшениями, выполненными из тёсаного местного известняка. Крыльцо и балконы особняка на фронтоне мезонина сделаны из металлической кованой ажурной решётки. В состав усадьбы входила и Дубининская пещера, вход в которую находился у подножия холма, на котором стоит особняк. Входы в пещеру были засыпаны по окончании строительства в 1882—1883 гг.
Комплекс зданий усадьбы был построен в историческом центре города почти на высоком берегу Сылвы. На первом этаже усадьбы находился мануфактурный магазин, а помещения на втором этаже были жилыми.
После смерти Е. Я. Дубинина его наследник продал усадьбу кунгурской купчихе Грибушиной, а в 1912 г. особняк, принадлежавший С. М. Грибушину был продан городскому обществу, и в нём расположилась городская управа. По проекту инженера Касьянова комплекс зданий был приспособлен для нужд управы.
Ныне в здании особняка расположены Администрация Кунгура и Кунгурская Городская дума. За более чем столетнюю историю особняк посещали такие известные люди, как ученый-минеролог Е. С. Федоров, принцесса Виктория Гессен-Дармштадтская и её дочь Луиза, «всесоюзный староста» М. И. Калинин, Г. К. Жуков, писатель В. П. Астафьев, поэт Е. А. Евтушенко.